# Llista d'asteroides/204301-204400
| Nom      | Designació provisional | Data de descobriment   | Lloc de descobriment | Descobridor/s  |
| -------- | ---------------------- | ---------------------- | -------------------- | -------------- |
| 204301 - | 2004 PU84              | 10 d'agost de 2004     | Socorro              | LINEAR         |
| 204302 - | 2004 PG85              | 10 d'agost de 2004     | Socorro              | LINEAR         |
| 204303 - | 2004 PK88              | 11 d'agost de 2004     | Socorro              | LINEAR         |
| 204304 - | 2004 PW90              | 10 d'agost de 2004     | Socorro              | LINEAR         |
| 204305 - | 2004 PM91              | 11 d'agost de 2004     | Socorro              | LINEAR         |
| 204306 - | 2004 PE98              | 15 d'agost de 2004     | Reedy Creek          | J. Broughton   |
| 204307 - | 2004 PG99              | 9 d'agost de 2004      | Socorro              | LINEAR         |
| 204308 - | 2004 PN100             | 12 d'agost de 2004     | Socorro              | LINEAR         |
| 204309 - | 2004 RQ3               | 4 de setembre de 2004  | Palomar              | NEAT           |
| 204310 - | 2004 RX20              | 7 de setembre de 2004  | Kitt Peak            | Spacewatch     |
| 204311 - | 2004 RH29              | 7 de setembre de 2004  | Socorro              | LINEAR         |
| 204312 - | 2004 RG30              | 7 de setembre de 2004  | Socorro              | LINEAR         |
| 204313 - | 2004 RL32              | 7 de setembre de 2004  | Socorro              | LINEAR         |
| 204314 - | 2004 RA33              | 7 de setembre de 2004  | Socorro              | LINEAR         |
| 204315 - | 2004 RN34              | 7 de setembre de 2004  | Socorro              | LINEAR         |
| 204316 - | 2004 RX46              | 8 de setembre de 2004  | Socorro              | LINEAR         |
| 204317 - | 2004 RB53              | 8 de setembre de 2004  | Socorro              | LINEAR         |
| 204318 - | 2004 RM66              | 8 de setembre de 2004  | Socorro              | LINEAR         |
| 204319 - | 2004 RU66              | 8 de setembre de 2004  | Socorro              | LINEAR         |
| 204320 - | 2004 RN75              | 8 de setembre de 2004  | Socorro              | LINEAR         |
| 204321 - | 2004 RC81              | 8 de setembre de 2004  | Socorro              | LINEAR         |
| 204322 - | 2004 RP81              | 8 de setembre de 2004  | Socorro              | LINEAR         |
| 204323 - | 2004 RL82              | 9 de setembre de 2004  | Socorro              | LINEAR         |
| 204324 - | 2004 RU88              | 8 de setembre de 2004  | Socorro              | LINEAR         |
| 204325 - | 2004 RE101             | 8 de setembre de 2004  | Socorro              | LINEAR         |
| 204326 - | 2004 RY105             | 8 de setembre de 2004  | Palomar              | NEAT           |
| 204327 - | 2004 RN106             | 8 de setembre de 2004  | Palomar              | NEAT           |
| 204328 - | 2004 RF132             | 7 de setembre de 2004  | Kitt Peak            | Spacewatch     |
| 204329 - | 2004 RJ175             | 10 de setembre de 2004 | Socorro              | LINEAR         |
| 204330 - | 2004 RC183             | 10 de setembre de 2004 | Socorro              | LINEAR         |
| 204331 - | 2004 RU186             | 10 de setembre de 2004 | Socorro              | LINEAR         |
| 204332 - | 2004 RJ211             | 11 de setembre de 2004 | Socorro              | LINEAR         |
| 204333 - | 2004 RD228             | 9 de setembre de 2004  | Kitt Peak            | Spacewatch     |
| 204334 - | 2004 RW233             | 9 de setembre de 2004  | Kitt Peak            | Spacewatch     |
| 204335 - | 2004 RM234             | 10 de setembre de 2004 | Socorro              | LINEAR         |
| 204336 - | 2004 RD236             | 10 de setembre de 2004 | Socorro              | LINEAR         |
| 204337 - | 2004 RJ251             | 14 de setembre de 2004 | Palomar              | NEAT           |
| 204338 - | 2004 RF253             | 15 de setembre de 2004 | Three Buttes         | G. R. Jones    |
| 204339 - | 2004 RX254             | 6 de setembre de 2004  | Palomar              | NEAT           |
| 204340 - | 2004 RX287             | 15 de setembre de 2004 | 7300 Observatory     | W. K. Y. Yeung |
| 204341 - | 2004 RH315             | 15 de setembre de 2004 | Kitt Peak            | Spacewatch     |
| 204342 - | 2004 RB316             | 7 de setembre de 2004  | Bergisch Gladbach    | W. Bickel      |
| 204343 - | 2004 RU319             | 13 de setembre de 2004 | Socorro              | LINEAR         |
| 204344 - | 2004 RF324             | 13 de setembre de 2004 | Socorro              | LINEAR         |
| 204345 - | 2004 RD325             | 13 de setembre de 2004 | Socorro              | LINEAR         |
| 204346 - | 2004 RR339             | 8 de setembre de 2004  | Socorro              | LINEAR         |
| 204347 - | 2004 RG341             | 11 de setembre de 2004 | Socorro              | LINEAR         |
| 204348 - | 2004 RX345             | 8 de setembre de 2004  | Socorro              | LINEAR         |
| 204349 - | 2004 SF23              | 17 de setembre de 2004 | Kitt Peak            | Spacewatch     |
| 204350 - | 2004 SR29              | 17 de setembre de 2004 | Socorro              | LINEAR         |
| 204351 - | 2004 SG39              | 17 de setembre de 2004 | Socorro              | LINEAR         |
| 204352 - | 2004 SV39              | 17 de setembre de 2004 | Socorro              | LINEAR         |
| 204353 - | 2004 SB47              | 18 de setembre de 2004 | Socorro              | LINEAR         |
| 204354 - | 2004 SR53              | 22 de setembre de 2004 | Socorro              | LINEAR         |
| 204355 - | 2004 TH6               | 2 d'octubre de 2004    | Palomar              | NEAT           |
| 204356 - | 2004 TP6               | 3 d'octubre de 2004    | Palomar              | NEAT           |
| 204357 - | 2004 TS6               | 3 d'octubre de 2004    | Palomar              | NEAT           |
| 204358 - | 2004 TC9               | 4 d'octubre de 2004    | Anderson Mesa        | LONEOS         |
| 204359 - | 2004 TM9               | 6 d'octubre de 2004    | Yamagata             | Yamagata       |
| 204360 - | 2004 TX14              | 5 d'octubre de 2004    | Goodricke-Pigott     | R. A. Tucker   |
| 204361 - | 2004 TB30              | 4 d'octubre de 2004    | Kitt Peak            | Spacewatch     |
| 204362 - | 2004 TW33              | 4 d'octubre de 2004    | Anderson Mesa        | LONEOS         |
| 204363 - | 2004 TS34              | 4 d'octubre de 2004    | Anderson Mesa        | LONEOS         |
| 204364 - | 2004 TE36              | 4 d'octubre de 2004    | Anderson Mesa        | LONEOS         |
| 204365 - | 2004 TP37              | 4 d'octubre de 2004    | Kitt Peak            | Spacewatch     |
| 204366 - | 2004 TK44              | 4 d'octubre de 2004    | Kitt Peak            | Spacewatch     |
| 204367 - | 2004 TA57              | 5 d'octubre de 2004    | Kitt Peak            | Spacewatch     |
| 204368 - | 2004 TT68              | 5 d'octubre de 2004    | Anderson Mesa        | LONEOS         |
| 204369 - | 2004 TD69              | 5 d'octubre de 2004    | Anderson Mesa        | LONEOS         |
| 204370 - | 2004 TH70              | 5 d'octubre de 2004    | Kleť                 | Kleť           |
| 204371 - | 2004 TE75              | 6 d'octubre de 2004    | Kitt Peak            | Spacewatch     |
| 204372 - | 2004 TG79              | 4 d'octubre de 2004    | Anderson Mesa        | LONEOS         |
| 204373 - | 2004 TP93              | 5 d'octubre de 2004    | Kitt Peak            | Spacewatch     |
| 204374 - | 2004 TT94              | 5 d'octubre de 2004    | Kitt Peak            | Spacewatch     |
| 204375 - | 2004 TY94              | 5 d'octubre de 2004    | Kitt Peak            | Spacewatch     |
| 204376 - | 2004 TV103             | 7 d'octubre de 2004    | Anderson Mesa        | LONEOS         |
| 204377 - | 2004 TG108             | 7 d'octubre de 2004    | Socorro              | LINEAR         |
| 204378 - | 2004 TL115             | 9 d'octubre de 2004    | Anderson Mesa        | LONEOS         |
| 204379 - | 2004 TB121             | 6 d'octubre de 2004    | Palomar              | NEAT           |
| 204380 - | 2004 TR121             | 7 d'octubre de 2004    | Anderson Mesa        | LONEOS         |
| 204381 - | 2004 TO122             | 7 d'octubre de 2004    | Anderson Mesa        | LONEOS         |
| 204382 - | 2004 TU125             | 7 d'octubre de 2004    | Socorro              | LINEAR         |
| 204383 - | 2004 TG126             | 7 d'octubre de 2004    | Socorro              | LINEAR         |
| 204384 - | 2004 TW127             | 7 d'octubre de 2004    | Socorro              | LINEAR         |
| 204385 - | 2004 TL131             | 7 d'octubre de 2004    | Anderson Mesa        | LONEOS         |
| 204386 - | 2004 TK143             | 4 d'octubre de 2004    | Kitt Peak            | Spacewatch     |
| 204387 - | 2004 TR143             | 4 d'octubre de 2004    | Kitt Peak            | Spacewatch     |
| 204388 - | 2004 TV143             | 4 d'octubre de 2004    | Kitt Peak            | Spacewatch     |
| 204389 - | 2004 TN147             | 6 d'octubre de 2004    | Kitt Peak            | Spacewatch     |
| 204390 - | 2004 TV183             | 7 d'octubre de 2004    | Kitt Peak            | Spacewatch     |
| 204391 - | 2004 TX221             | 7 d'octubre de 2004    | Socorro              | LINEAR         |
| 204392 - | 2004 TY246             | 7 d'octubre de 2004    | Socorro              | LINEAR         |
| 204393 - | 2004 TY263             | 9 d'octubre de 2004    | Kitt Peak            | Spacewatch     |
| 204394 - | 2004 TG269             | 9 d'octubre de 2004    | Kitt Peak            | Spacewatch     |
| 204395 - | 2004 TE275             | 9 d'octubre de 2004    | Kitt Peak            | Spacewatch     |
| 204396 - | 2004 TE281             | 10 d'octubre de 2004   | Kitt Peak            | Spacewatch     |
| 204397 - | 2004 TY287             | 9 d'octubre de 2004    | Kitt Peak            | Spacewatch     |
| 204398 - | 2004 TE296             | 10 d'octubre de 2004   | Kitt Peak            | Spacewatch     |
| 204399 - | 2004 TT296             | 10 d'octubre de 2004   | Kitt Peak            | Spacewatch     |
| 204400 - | 2004 TX296             | 10 d'octubre de 2004   | Kitt Peak            | Spacewatch     |